# Romualdas Ignas Bloškys
Romualdas Ignas Bloškys (*  1. Februar 1936 in Šiauliai; † 26. April 2013 in Klaipėda) war ein litauischer Politiker.

## Leben
Von 1946 bis 1954 lernte er in Radviliškis. Von 1954 bis 1955 arbeitete er in Šiauliai und von 1955 bis 1960 studierte er an der Fakultät für  Physik und Mathematik am Šiaulių pedagoginis institutas.
Von 1960 bis 1963 war er Lehrer in der Internatsschule Klaipėda und von 1963 bis 1992  Direktor des  Vytautas-Gymnasiums. Von 1992 bis 1996 war er Mitglied im Seimas und von 1997 bis 2000 Mitglied im Stadtrat Klaipėda.
Von 1965 bis 1989 war er Mitglied der KPdSU, ab 1990 der Lietuvos demokratinė darbo partija und ab 2001 der LSDP.
Sein Grab befindet sich im Friedhof Lėbartai.

## Bibliografie
- Pirmoji lietuvių gimnazija Klaipėdoje (su kitais). – Klaipėda: Rytas, 1992. – 92 p.: iliustr
- Klaipėdos Vytauto Didžiojo gimnazija / Romualdas Bloškys, Aldona Dirgėlienė, Genovaitė Kriščiūnienė, Loreta Latožienė, Romualdas Pauliukevičius, Laima Vinčienė. – Klaipėda: A. Rubavičienės indiv. įm., 2002. – 67 p.: iliustr. – ISBN 9955-9389-4-3